# Economie van Marokko
De economie van Marokko wordt beschouwd als een vrije economie, gestuurd door vraag en aanbod. Sommige economische sectoren zijn echter in handen van de regering.
Het economische systeem van het land wordt getypeerd door een grote openheid naar buiten toe. Frankrijk is vanouds de grootste handelspartner van Marokko (import en export). Frankrijk is ook de grootste buitenlandse investeerder.
De verschillende vrijhandelsakkoorden die Marokko heeft zijn: 
- Het Euro-Mediterraanse vrijhandelsakkoord met de Europese Unie met het doel het land te integreren in de Europese Vrijhandelsassociatie tegen 2012
- De Agadir-akkoorden met Egypte, Jordanië en Tunesië, in het kader van de oprichting van de Arabische vrijhandelszone
- Het VS-Marokko vrijhandelsakkoord met de Verenigde Staten dat in werking trad op 1 januari 2006
- Het vrijhandelsakkoord met Turkije.

## Macro-economische trends
Marokko heeft een vrij stabiele economie met een constante groei over de voorbije halve eeuw. De Marokkaanse economie groeide met 47% in de jaren zestig en bereikte een piek van 274% in de jaren zeventig. De groei viel drastisch terug in de jaren 80 tot 8,2% en 8,9% in de jaren 90.
Dit is een kader van de trend van het BNP van Marokko tegen marktprijzen door het IMF met getallen in miljoenen van Marokkaanse dirhams.
| Jaar | BNP     | VS Dollar wisseltarief | Inflatie-index (2000=100) |
| ---- | ------- | ---------------------- | ------------------------- |
| 1980 | 74,090  | 3,93 dirhams           | 33                        |
| 1985 | 129,507 | 10,06 dirhams          | 53                        |
| 1990 | 212,819 | 8,24 dirhams           | 67                        |
| 1995 | 281,702 | 8,54 dirhams           | 91                        |
| 2000 | 354,208 | 10,62 dirhams          | 100                       |
| 2005 | 460,855 | 8,86 dirhams           | 107                       |
| 2006 | 503,714 | 8,72 dirhams           | 72                        |

Voor koopkrachtstandaard vergelijking, wordt de Amerikaanse dollar gewisseld voor meer dan 8 dirhams.
Sinds de vroege jaren 80 volgt de Marokkaanse regering een economisch programma met steun van het IMF, de Wereldbank, en de Paris Club van investeerders. Hervormingen van de financiële sector werden in gang gezet en staatsbedrijven werden geprivatiseerd.
Droogte belemmerde de groei in de belangrijke agrarische sector, en droeg bij aan een economische vertraging in 1999. Veel regenval heeft Marokko geleid tot een groei van 6% in 2000. Langetermijnuitdagingen voor de Marokkaanse regering zijn: het verlagen van de buitenlandse schuld, de economie voorbereiden op een meer vrije handel met de EU, het verbeteren van het onderwijs en het aantrekken van buitenlandse investeringen om de levensstandaard te verbeteren en de werkgelegenheid voor jongeren te verhogen.
Macro-economische stabiliteit met relatief trage economische groei typeren de Marokkaanse economie over de voorbije jaren. De huidige regering introduceerde enkele belangrijke economische hervormingen over de voorbije jaren. Maar de economie blijft zeer afhankelijk van de agrarische sector. Marokko's grootste uitdaging is om de economische groei te versnellen zodat het hoge werkloosheidscijfer zal dalen.
Door een goede monetaire politiek, hield Marokko de inflatie cijfers vergelijkbaar met de geïndustrialiseerde landen over het voorbije decennium. Inflatie in 2000 en 2001 waren onder de 2%. Ondanks de kritiek bij de uitvoerders dat de dirham zwaar overgewaardeerd is, blijft het huidige handelstekort klein. Buitenlandse wisselreserves zijn sterk, met meer dan $7 miljard in reserve tegen het einde van 2001. De combinatie van sterke buitenlandse wisselreserves en een actieve aanpak van buitenlandse schuld geven Marokko de capaciteit om de schuld te verminderen. De huidige buitenlandse schuld bedraagt $19 miljard.
Toch blijft de economische groei veranderlijk en relatief traag, deels is dit een gevolg van de over-afhankelijkheid van de agrarische sector. De landbouwproductiviteit is zeer afhankelijk van de hoeveelheid neerslag die er valt. Ze draagt voor 13% verantwoordelijk voor het bruto nationaal product (BNP). Doordat bijna de helft van de Marokkaanse bevolking direct afhankelijk is van de landbouwproductie hebben droogtes een groot effect op de economie. Twee opeenvolgende jaren van droogte leidden tot een stagnatie van de groei van het BNP in 1999. Betere neerslag in 2000 en 2001 leidde tot een groei van 6% in 2001. De groei in 2006 steeg boven de 9%, dit werd bereikt door toenemende activiteiten in de constructiesector en een verhoging van buitenlandse investeringen. Op lange termijn zal Marokko haar economie verder moeten diversificeren ten koste van de agrarische sector om een meer stabiele economische basis voor groei te bereiken.
De sterkste sector van de Marokkaanse industrie is de delving van fosfaat, nabij Khouribga en in de Westelijke Sahara. Marokko beschikt over ongeveer twee derde van 's werelds fosfaatreserves, meer dan China, Rusland en de Verenigde Staten. Hoewel het maar voor 2% van de bevolking banen schept, zijn de fosfaatmijnen verantwoordelijk voor de helft van het nationaal inkomen.
De huidige regering heeft een serie van structurele hervormingen geïntroduceerd in de voorbije jaren. De meest belovende was de privatisering van de telecommunicatie sector. Dit proces startte met de verkoop van een tweede GSM licentie in 1999 aan het bedrijf Méditel. In 2001, werd het proces verder gezet met de privatisering van 35% van het staatsbedrijf Maroc Telecom. Marokko heeft twee vaste-telefonielicenties verkocht in 2002. Het land heeft ook de regels geliberaliseerd voor olie- en gasexploitatie. Voor veel publieke diensten in de grote steden zijn inmiddels private concessies verstrekt. Waarschijnlijk zal het proces van privatisering nog versneld moeten worden om de werkloosheidscijfers van rond 11 procent te kunnen verlagen.

## Agrarische sector
Marokko is een van 's werelds grootste producenten van cannabis, de verbouwing en verkoop daarvan zorgen voor de economische basis voor het grote deel van noordelijk Marokko. De cannabis wordt omgezet in Hasjiesj. Deze activiteit maakt 0,57% uit van Marokko's BNP. Een onderzoek van de Verenigde Naties in 2003 schatte het cannabis teeltareaal op zo'n 1340 km² in de vijf noordelijke provincies. Dit is 10% van het totale gebied, 27% van het vruchtbare land en 1.5% van Marokko's totale grondgebied. Maatregelen van de regering zorgden er in voorbije jaren voor een vermindering van de cannabisproductie in de Rif-regio met 10 procent.
Het land is de grootste vismarkt in Afrika, met een geschatte totale vangst van 1.084.638 MT in 2001. Een nieuw vierjaren-visserijakkoord met de EU laat Europese schepen, meestal uit Spanje, toe om te vissen in Marokkaanse wateren in ruil voor economische hulp. Er is veel geruzie tussen Spanje en Marokko over visserijrechten sinds 1973 toen Marokko verklaarde een exclusieve economische zone in te stellen op 130 km vanaf de Marokkaanse kust. Dit werd verlengd tot 370 km in 1981.
Marokko is de grootste producent van amandelen in Afrika, en produceert 1,7% van de totale wereldproductie.

## Industriële sector
Naast de economisch belangrijke fosfaatmijnen heeft Marokko de grootste zilvermarkt van Afrika. De kern van industriële activiteiten van het land is Casablanca, de economische hoofdstad. Tanger profileert zich dankzij investeringen steeds meer als de industriële hoofdstad van het noorden.

### Energie
In 2014 produceerde het land 2 miljoen ton olie-equivalent (Mtoe), duurzame energie. (1 Mtoe = 11,63 TWh, miljard kilowattuur). Dat was veel te weinig voor de energievoorziening, het  TPES (total primary energy supply): 19 Mtoe. Het land importeerde 20 Mtoe fossiele brandstof.
Van de energie ging ongeveer 5 Mtoe verloren bij conversie, vooral bij elektriciteitsopwekking. Voor eindgebruikers resteerde 14 Mtoe waarvan 2,5 Mtoe = 29 TWh elektriciteit.
De uitstoot van kooldioxide was 53 megaton, dat is 1,6 ton per persoon, weinig vergeleken met het wereldgemiddelde 4,5 ton per persoon.

## Dienstensector
Marokko is een grote toeristische trekpleister. Toerisme zorgt voor een grote bijdrage aan het BNP, instroom van vreemde valuta en is ook van groot belang voor de werkgelegenheid. Het toerisme blijft zich ontwikkelen in een stijgende lijn. Het was in 2005 de derde bron van  vreemde valuta, na de fosfaatmijnen en het geld dat werd gestuurd door Marokkaanse migranten in het buitenland.

## Investeringen
Buitenlandse bedrijven kunnen vrij investeren in alle sectoren, zonder autorisatie van de regering. Ook het geld dat wordt overgemaakt door Marokkaanse migranten vanuit het buitenland wordt overgemaakt is een belangrijke bron van inkomsten en investeringen. Investeringen uit het buitenland namen groeiden in de voorbije jaren, ze namen in 2005 toe met $1.8 miljard tot een totaal van bijna $3 miljard. In 2004 was dat nog $1.07 miljard. Rond de noordelijke havenstad Tanger werden vrije economische zones geïntroduceerd. 

## Zwakke punten
De Marokkaanse economie heeft te maken met uitdagingen die typisch zijn voor ontwikkelingslanden. Het dient veel aandacht te geven aan het verminderen van overheidsuitgaven, het weghalen van belemmeringen op het gebied van private activiteit en buitenlandse handel en het bereiken van een duurzame economische groei. Marokko is een van de weinige Arabische landen zonder grote olie- en gas voorraden
Algerije · Angola · Benin · Botswana · Burkina Faso · Burundi · Centraal-Afrikaanse Republiek · Comoren · Congo-Brazzaville · Congo-Kinshasa · Djibouti · Egypte · Equatoriaal-Guinea · Eritrea · Ethiopië · Gabon · Gambia · Ghana · Guinee · Guinee-Bissau · Ivoorkust · Kaapverdië · Kameroen · Kenia · Lesotho · Liberia · Libië · Madagaskar · Malawi · Mali · Mauritanië · Mauritius · Marokko · Mozambique · Namibië · Niger · Nigeria · Oeganda · Rwanda · Sao Tomé en Principe · Senegal · Seychellen · Sierra Leone · Somalië · Soedan · Swaziland · Tanzania · Tsjaad · Togo · Tunesië · Zambia · Zimbabwe · Zuid-Afrika · Zuid-Soedan
Overige gebieden: Mayotte · Réunion · Sint Helena · Westelijke Sahara